# Latimer, Buckinghamshire
Latimer är en by i Latimer and Ley Hill i Buckinghamshire i England. Orten har 1 021 invånare (2001).